# Gräberfeld von Zeuzleben
Koordinaten: 49° 58′ 42,2″ N, 10° 4′ 46,2″ O
Das altthüringische Gräberfeld von Zeuzleben aus dem 6. Jahrhundert der Merowingerzeit wurde 1983 vom Landwirt und Sammler Fridolin Beßler entdeckt. Es liegt in Zeuzleben, einem Teil des Marktes Werneck im bayrischen Landkreis Schweinfurt in Unterfranken.

## Fundbeschreibung
Im Frühjahr 1983, als Fridolin Beßler mit einem Bau auf seinem Anwesen begann, kamen während der Erdarbeiten dunkle Verfärbungen im Boden zutage. Als kundiges Mitglied eines Geschichtsvereins informierte er das Landesamt für Denkmalpflege in Würzburg. Daraufhin wurde dann zwei Jahre das gesamte Areal systematisch untersucht, bis fast alle Grenzen eines frühgeschichtlichen Gräberfeldes erreicht waren. Rund 75 Grabanlagen wurden gezählt.
Neben den Gräbern der Menschen wurden auch einige Tiergräber (mindestens 15 Pferde und vier Hunde) gefunden. Dabei handelt es sich wohl um Opfer, die Pferde waren in der Regel enthauptet. Zahlreiche Tierknochen belegen, dass den Verstorbenen reichlich Nahrungsmittel beigegeben wurden.
Fast alle Gräber waren beraubt, schon kurze Zeit nach der Auflassung des Gräberfeldes um 600 scheint es geplündert worden zu sein.

## Grabhaus einer merowingerzeitlichen Adligen
Das Zentrum des Gräberfeldes bildete ein Grabhaus mit einer Adelsgrablege. Eine etwa fünfunddreißigjährige Frau lag in der etwa 5,20 m langen und 3,20 m breiten Grabkammer auf einen vierrädrigen Wagen, der für die Grablege damals direkt in der Kammer in rund vier Meter Tiefe montiert worden war. Hinter dem Wagen war das Geschirr des zugehörigen Pferdegespannes niedergelegt.
Die Grube oberhalb der Grabkammer war nicht, wie üblich mit Erde zugeschüttet, sondern mit Holz verschalt und mit einem hüttenähnlichen Aufbau versehen, so dass der Raum zugänglich und vor Witterungseinflüssen geschützt war.

## Interpretation der Funde
Die Grabbeigaben belegen die Verbindungen jener Ansiedler zum Kulturkreis im nördlichen Altthüringen. Um das Jahr 530 ließ sich eine Adelsfamilie, deren ursprünglicher Sitz möglicherweise das nördliche Altthüringen war, mit ihrer Gefolgschaft hier nieder und gründete eine Ansiedlung, der sie den für diesen Landstrich unüblichen Namen Zeuzleben gab (früher: Zutilebe, Zuzeleibe). Auf - leben enden viele altthüringische Ortsnamen in Thüringen und Sachsen-Anhalt. Auf dem Gräberfeld in Zeuzleben bestatteten diese Siedler etwa 70 bis 80 Jahre lang ihre Verstorbenen.
Weitere Funde aus merowingischen Reihengräberfeldern des frühen Mittelalters belegen die im 6. Jahrhundert mit der fränkischen Landnahme in der Mainregion und im Grabfeld einsetzenden kulturellen Veränderungen. Die zuvor von Alamannen und Altthüringern bewohnten Gebiete wurden zunehmend merowingisch.
Das Grabhaus diente wahrscheinlich einer gemeinschaftlichen Totenfeier mit reichlich Speise und Trank, zu der vermutlich auch die Verstorbenen der Sippe und Gefolgschaft „eingeladen“ waren.

## Dauerausstellung

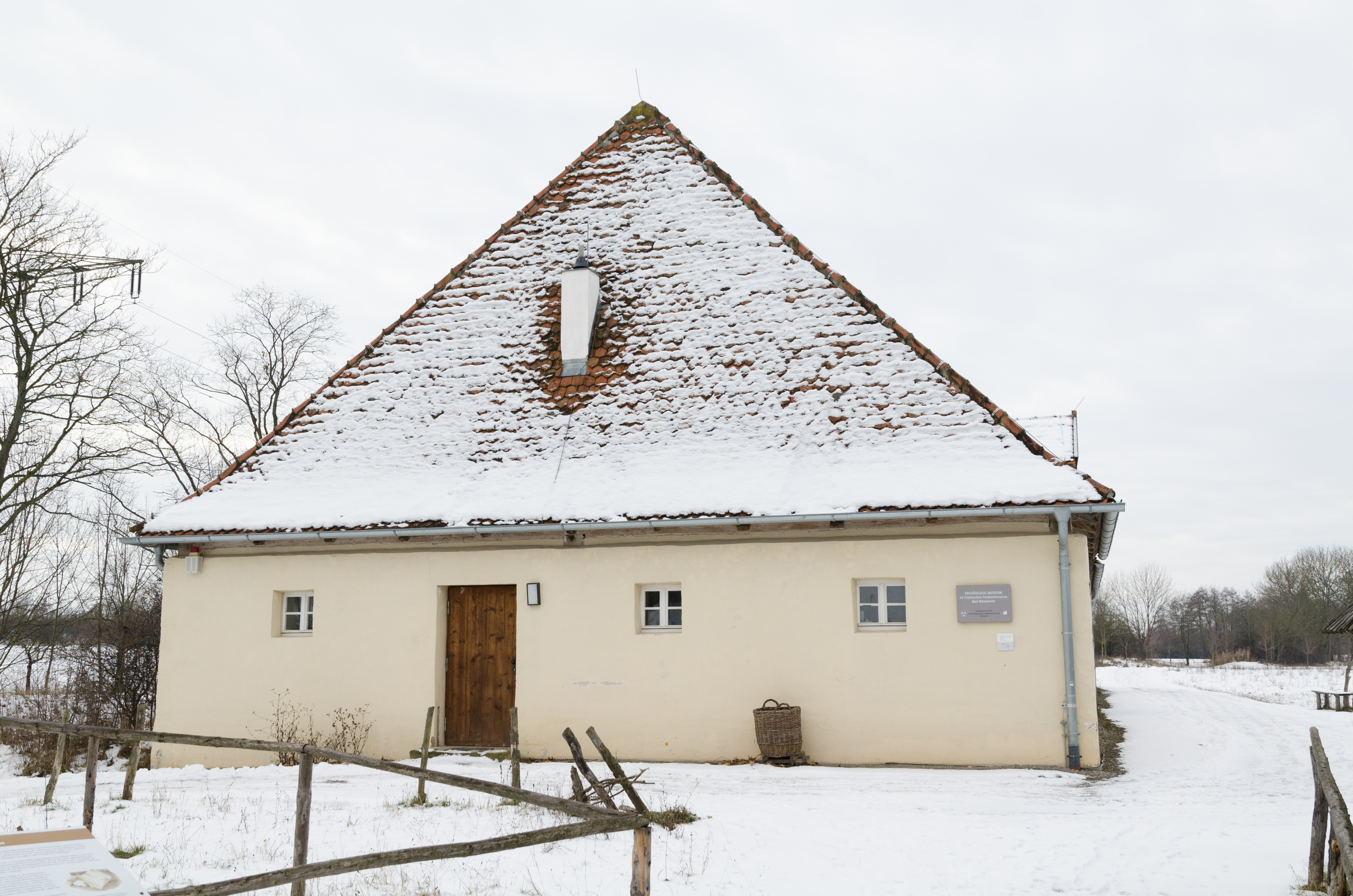
Bad Windsheim, Fränkisches Freilandmuseum, Nr. 104, Schafscheune aus Virnsberg

Das Archäologie-Museum im Fränkischen Freilandmuseum Bad Windsheim ist ein Zweigmuseum der Archäologischen Staatssammlung München und in der Schafsscheune innerhalb der Baugruppe Mittelalter untergebracht. Die originalgetreue Rekonstruktion des mehrgeschossigen Grabhauses der altthüringischen Adligen aus Zeuzleben mit einem Wagen, Schmuck, Haushaltsgegenständen und Kleidung gehört zu den beeindruckendsten Exponaten der Ausstellung.